# 暗昧马先蒿
暗昧马先蒿（学名：Pedicularis obscura）为列当科马先蒿属的植物，是中国的特有植物。分布在中国大陆的云南等地，生长于海拔3,800米至4,100米的地区，一般生于高山上，目前尚未由人工引种栽培。